# Parcela

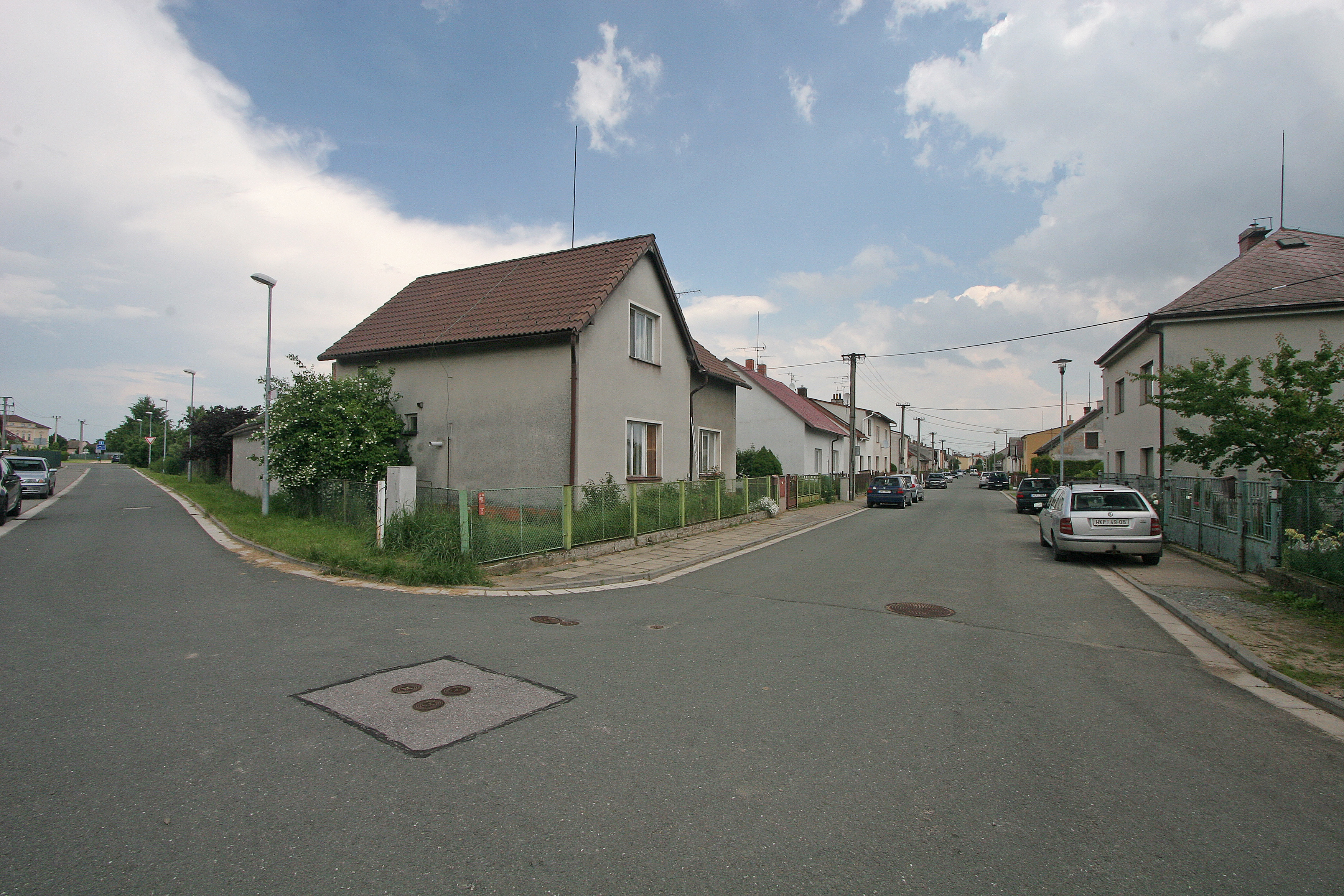
Casas edificadas en parcelas.

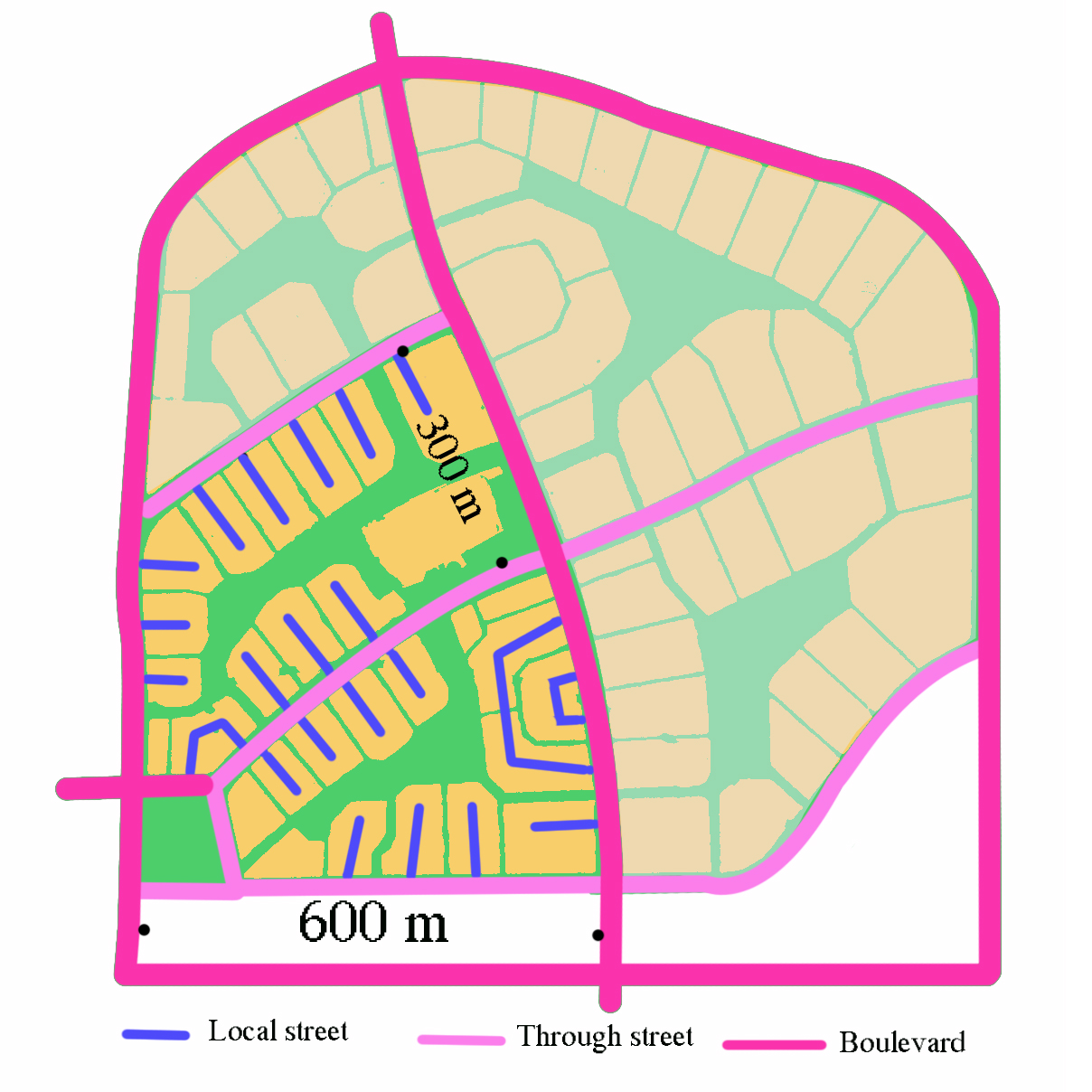
Parcelación de un terreno.

La palabra parcela proviene del latín y hace referencia a una porción de terreno (proveniente de otro más grande) que puede ser utilizada de diferentes formas. La palabra parcela se usa frecuentemente en el planeamiento urbanístico.

## Uso del término
La parcela se define como una parte de un terreno mayor. Es ampliamente utilizada en planeamiento de zonas urbanas donde muchas veces se requiere la división del terreno para organizar el número de viviendas a edificar. 
Por otro lado, en agricultura, una parcela puede ser destinada para huerto o para granja, como forma de mantener animales en una zona predeterminada mediante construcciones o vallas adecuadas.
La división de terrenos en parcelas se denomina parcelación.